# 1938
Cette page concerne l'année 1938 (MCMXXXVIII en chiffres romains) du calendrier grégorien.
L'année 1938 est une année commune qui commence un samedi.

## En bref
- 13 mars : Anschluss.
- 6 - 16 juillet : conférence d'Évian. Création du comité intergouvernemental pour les réfugiés.
- 25 juillet - 16 novembre : bataille de l'Èbre, dernière grande offensive des républicains dans la guerre d'Espagne.
- 15 septembre : crise des Sudètes.
- 30 septembre : accords de Munich.
- 27 octobre - 29 octobre : Polenaktion
- 9 novembre : Nuit de Cristal.
- Le prix Nobel de la paix est attribué à l'Office international Nansen pour les réfugiés.

## Événements

### Afrique
- 8 mars : l'arabe est déclaré « langue étrangère » et son enseignement est interdit en Algérie française par le décret Chautemps[1].

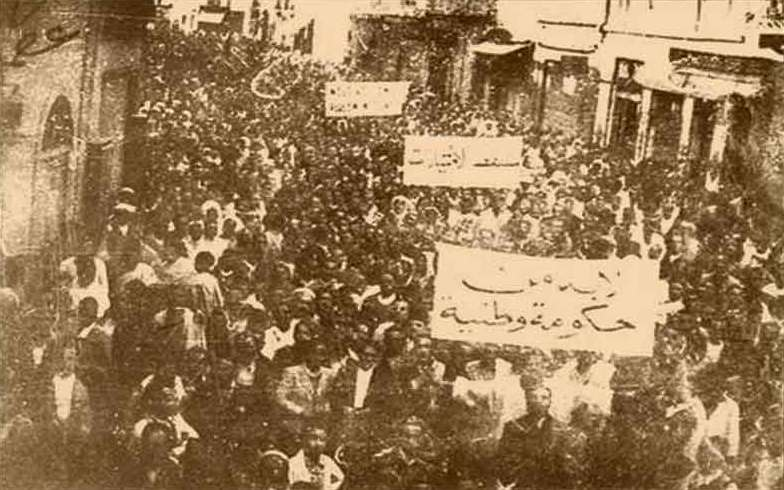
8 avril : manifestation à Tunis.

- 8 avril : grève générale en Tunisie ; elle dégénère en émeutes le lendemain, réprimées dans le sang par la police. Le 10 avril, l'état de siège est proclamé, le Néo-Destour de Habib Bourguiba est dissout et ses chefs sont arrêtés[2].
- 14 avril : accords de Pâques[3]. Le Royaume-Uni s'engage à obtenir de la SDN l'annexion de l'Éthiopie par l'Italie en échange de la garantie des intérêts britanniques en Arabie saoudite et au Yémen.
- 21 juillet : arrêté instituant officiellement une École normale de jeunes filles de l'Afrique Occidentale Française. Elle est ouverte à Rufisque le 1er décembre[4].
- AOF : transfert de l'École normale William-Ponty de Gorée à Sébikotane[5].

### Amérique

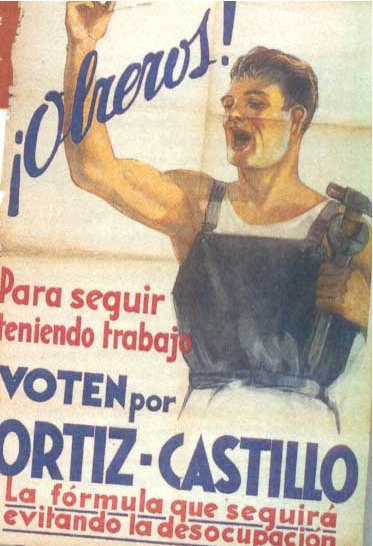
Argentine : affiche électorale Ortiz-Castillo

- 20 février : Roberto Marcelino Ortiz devient président de l'Argentine[6].
- 18 mars : le président du Mexique Lázaro Cárdenas exproprie les compagnies pétrolières, ce qui entraîne la rupture des relations diplomatiques avec le Royaume-Uni jusqu'en 1942. Les États-Unis orchestrent le boycott mondial de la nouvelle société Petróleos Mexicanos (Pemex) pendant trente ans[7].
- 30 mars : Lázaro Cárdenas réorganise le parti officiel du Mexique, qui devient le Parti de la révolution mexicaine (PRM), organisé sur la base de la représentation fonctionnelle autour de quatre secteurs : les paysans, les ouvriers, les militaires et le secteur populaire (principalement des fonctionnaires)[8].
- 11 mai : soulèvement intégraliste au Brésil. Les intégralistes (extrême droite) tentent de prendre le pouvoir par la force mais échouent. Leur leader Plínio Salgado doit s'exiler et son mouvement est démantelé[9].
- 21 juillet : traité de paix, d'amitié de frontières signée à Buenos Aires entre la Bolivie et le Paraguay[10]. Fin de la guerre du Chaco. La Bolivie perd la plaine du Chaco mais garde un accès à la rivière Paraguay.

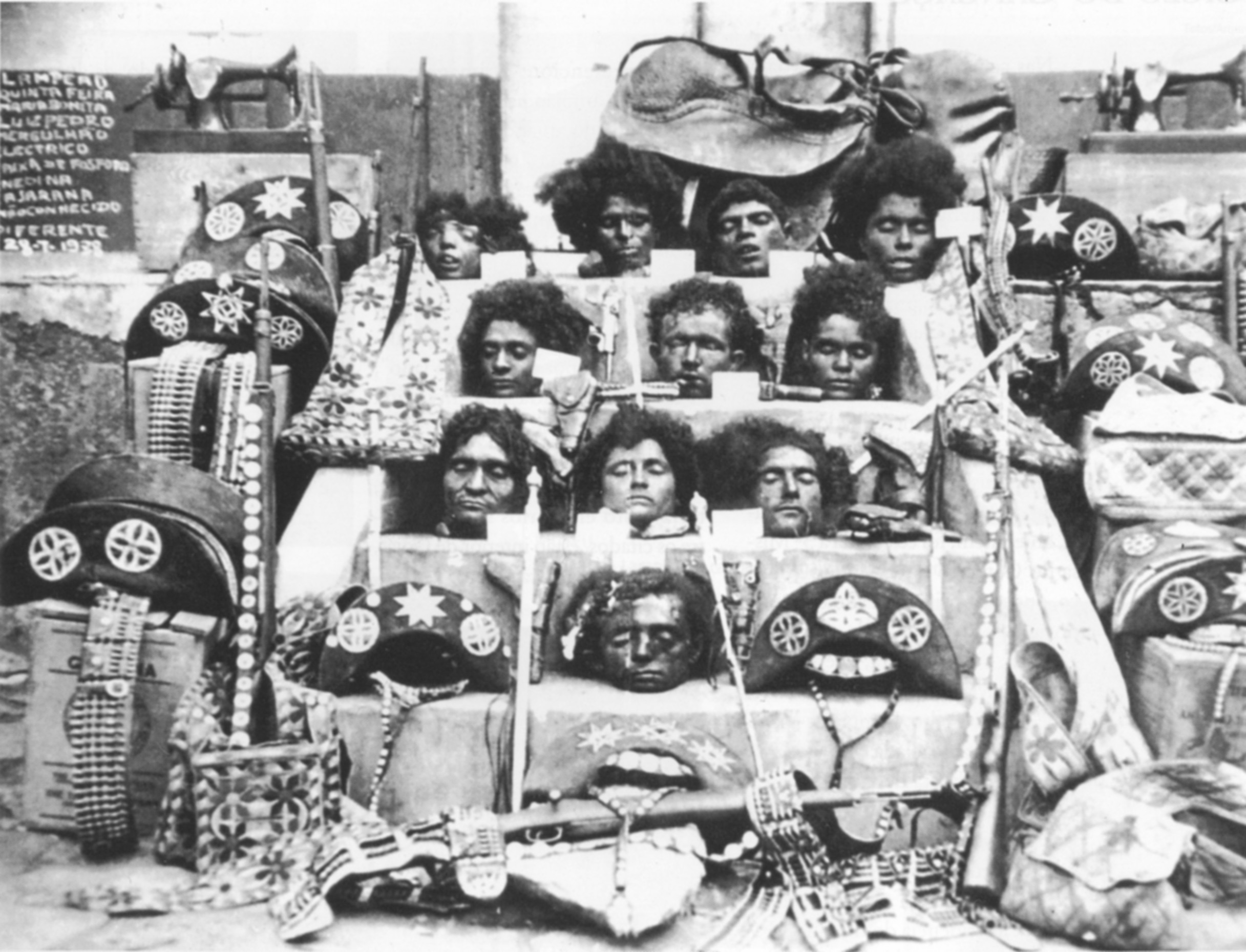
Les têtes des cangaceiro de la bande de Lampião exposées par la police.

- 28 juillet, Brésil : mort du cangaceiros (bandit) Virgulino Ferreira da Silva, dit Lampião[11].
- 7 août : Eduardo Santos, élu le 1er mai, prend ses fonctions président en Colombie (fin en 1942)[12].
- 28 août, Mexique : création de la Confédération nationale des paysans (Confederación Nacional Campesina, CNC)[8].
- Septembre : rupture de fait des relations diplomatiques entre Berlin et Rio (fin en juin 1939) provoquée par l'action de l'AO (Auslandsorganistation), section du parti nazi à l'étranger[13].
- 24 octobre : Pedro Aguirre Cerda, candidat du Front populaire, remporte les élections présidentielles au Chili[14].
- 9 décembre : VIIIe conférence panaméricaine de Lima[15]. Signature d'une Déclaration de solidarité continentale.

### Asie et Pacifique
- 26 janvier : « Journée du Deuil » (Day of Mourning) organisée à Sydney en collaboration avec l'AAL (Australian Arboriginal League) et l'APA (Arborigines Progressive Association), pour déplorer les 150 ans d'occupation de l'Australie par les Britanniques. Les Aborigènes d'Australie revendiquent des droits de citoyens[16].
- 1er février : séisme majeur dans la mer de Banda[17].
- 18 février : bombardement de Chongqing par les Japonais. Les bombardements aériens durent jusqu'au 23 août 1943[18].
- 24 mars : loi de mobilisation générale de l'État au Japon[19].
- 19 avril : départ de l'expédition allemande au Tibet central dirigée par Ernst Schäfer et patronnée par Himmler (1938-1939). Elle atteint Calcutta le 13 mai, puis Lhassa le 19 janvier 1939[20].
- 21 mai : massacre de vingt-neuf personnes par un jeune homme de 21 ans à Tsuyama au Japon[21].
- 25 - 28 juin : congrès linguistique de Surakarta pour mettre au point l'orthographe, la grammaire et le vocabulaire d'une langue indonésienne adaptée à la vie moderne (Bahasa Indonesia)[22].

- 29 juillet - 11 août : bataille du lac Khassan, indécise et meurtrière. À partir de l'été, de violents combats éclatent entre Soviétiques et Japonais en Sibérie orientale, puis en Mongolie[23].
- 12 novembre : élections législatives au Siam. Le premier ministre Phot Phahonyothin doit se retirer[24]. Il est remplacé le 16 décembre par le maréchal Plaek Phibunsongkhram qui met en place une politique ultranationaliste et change le nom du pays[25]. Le Siam devient la Thaïlande le 24 juin 1939[26].

#### Chine

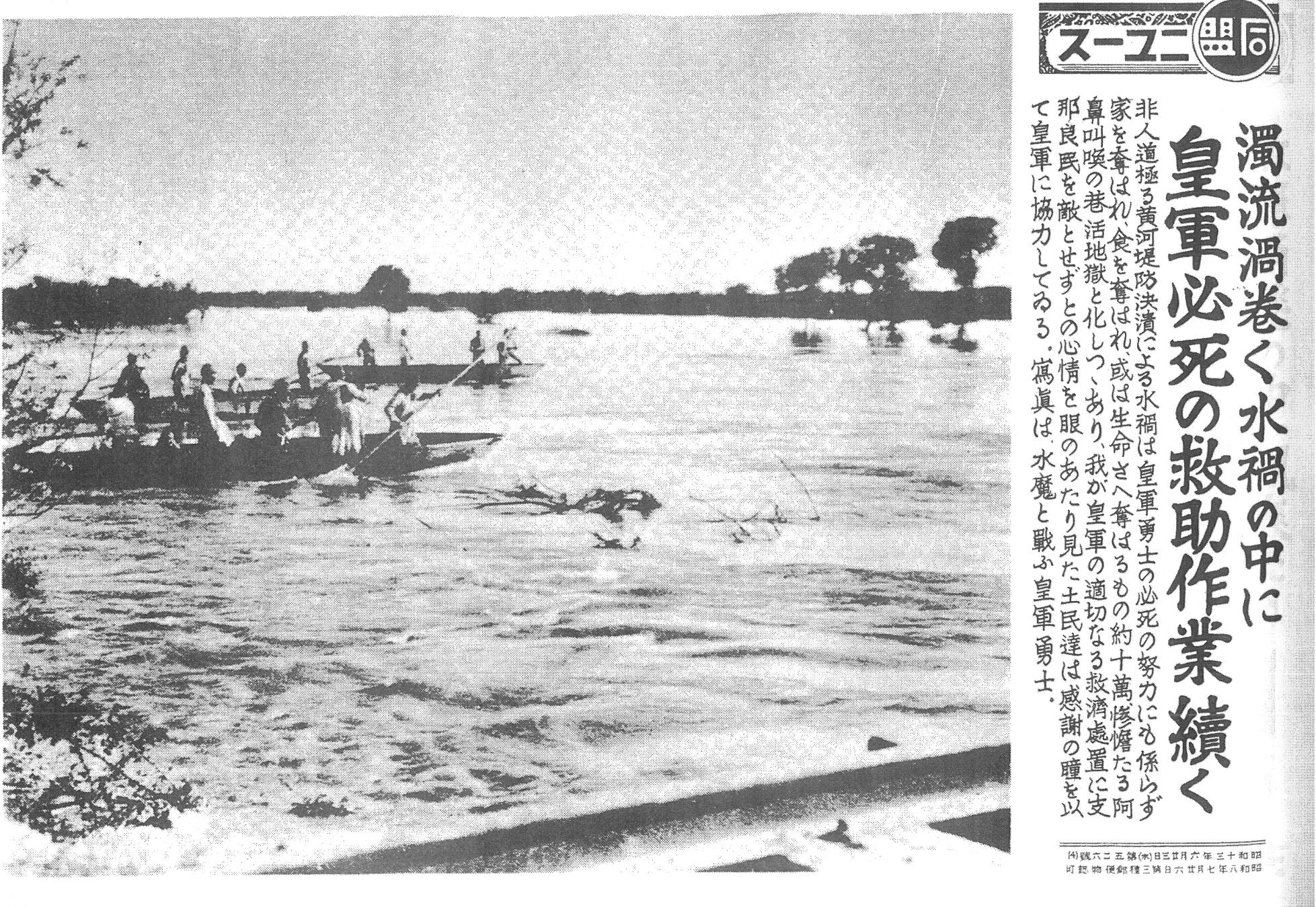
Opération de sauvetage des forces japonaises lors de l'inondation du fleuve Jaune.

- 10 janvier, attaque japonaise contre la Chine : l'armée japonaise s'empare du port de Qingdao et contrôle le Shandong[23].
- 24 mars - 7 avril : contre-attaque victorieuse chinoise à la bataille de Taierzhuang[27].
- 19 mai : les Chinois évacuent Xuzhou[28].
- 5 - 7 juin : la destruction des digues à Huayuankou sur ordre de Tchang Kaï-chek pour stopper l'avancée des troupes japonaises provoque une inondation du fleuve Jaune particulièrement meurtrière[29].
- 10 juin : offensive japonaise contre Wuhan, prise le 25 octobre[30].
- 27-28 septembre : la Société des Nations déclare que le Japon est répréhensible pour son agression en Chine[23].

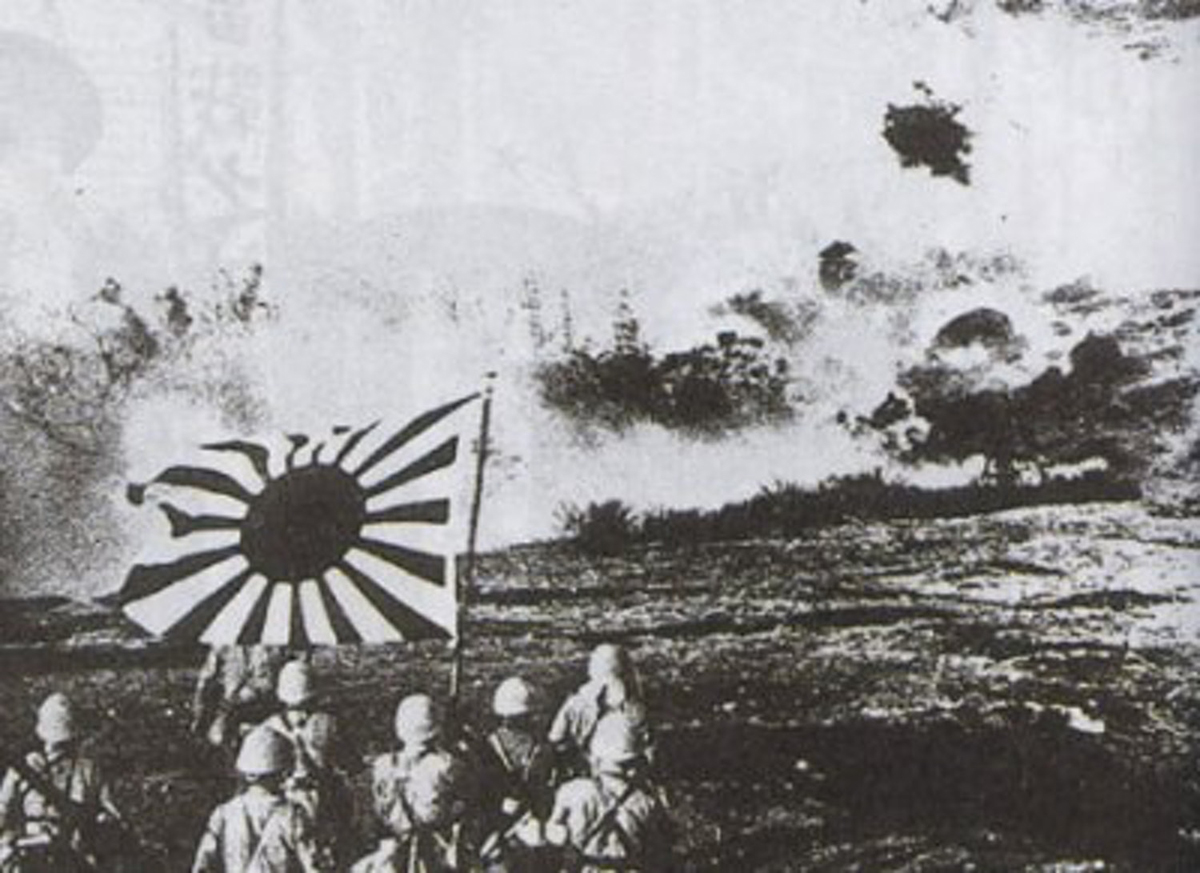
12 octobre : les Japonais débarquent dans la baie de Bias à l'Est de Hong Kong ; début des opérations sur Canton.

- 21 octobre : les troupes japonaises occupent Canton[31].
- 25 octobre : Wuhan tombe aux mains de l'armée japonaise[30]. Devant leur avance, Tchang Kaï-chek transporte la capitale de Hankou à Chongqing dans le Sichuan[32].
- 3 novembre : le gouvernement japonais précise sa « doctrine du nouvel ordre en Asie orientale »[23].
- 12 novembre : le gouverneur nationaliste du Hunan, Zhang Zhizhong, qui pense que les Japonais s'apprêtent à investir Changsha, ordonne d'incendier la ville, qui brûle pendant quatre jours. 800 000 personnes doivent fuir[33].
- 18 décembre : Wang Jingwei, membre de l'aile gauche du Kuomintang, partisan de la coopération avec les Japonais, fuit le quartier général nationaliste à Chongqing pour Hanoi[30].
- 22 décembre : le premier ministre du Japon Fumimaro Konoe présente trois principes pour conclure la paix avec la Chine : le bon voisinage, la défense commune contre le communisme, et la coopération économique[23]. Ces offres sont refusées par le gouvernent de Tchang Kaï-chek[32].

### Proche-Orient

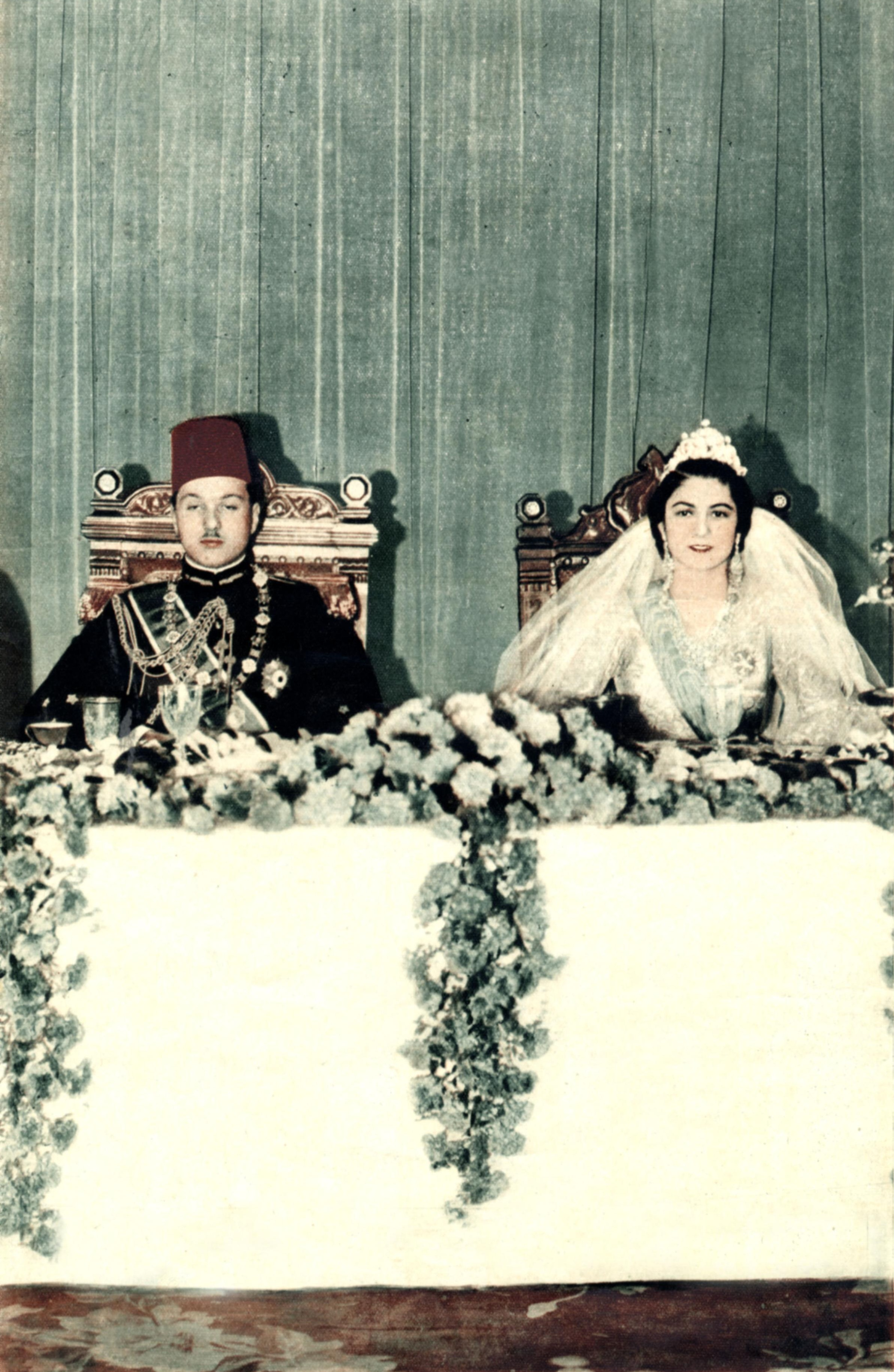
20 janvier : mariage du roi Farouk Ier et de Farida.

- 20 janvier, Égypte : des étudiants de l'université al-Azhar saluent comme Calife le roi Farouk Ier, qui assiste à la prière à la mosquée Al-Azhar[34]. Le roi montre sa volonté d'utiliser les thèses du panarabisme pour servir les ambitions régionales de l'Égypte, notamment dans le dossier palestinien. Il laisse se développer une propagande en faveur de l'attribution du califat au souverain égyptien et encourage les travaux démontrant que les vice-rois d'Égypte du XIXe siècle sont les précurseurs du nationalisme arabe.
- 31 mars et 2 avril : défaite du parti nationaliste Wafd aux législatives en Égypte[35].

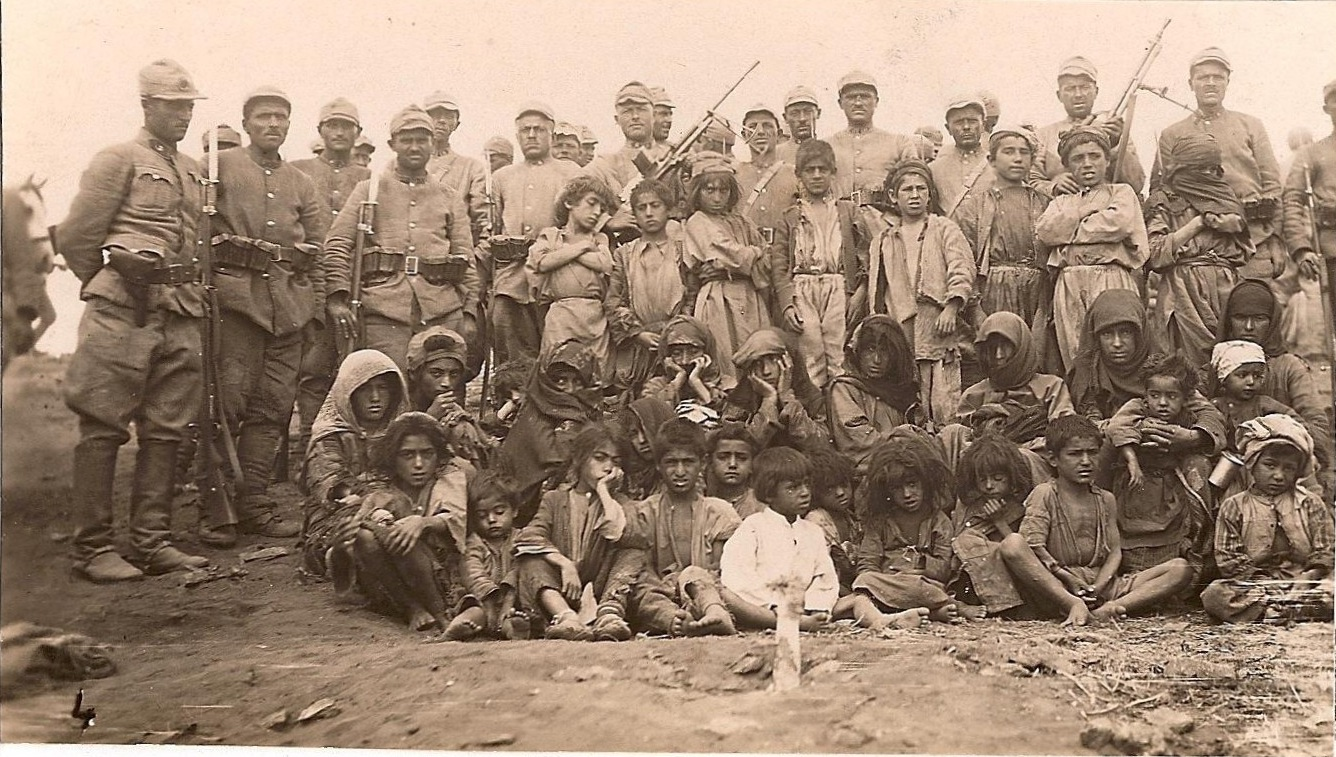
Soldats turcs et populations locales de la région de Dersim avant leur déportation vers d'autres parties de la Turquie, 1938.

- Juin : début d'une nouvelle campagne de l'armée turque contre les Kurdes alevis de la région de Dersim, qui ont repris les attaques contre les forces de maintien de l'ordre au début de l'année. Les autorités turques décident « d'éradiquer une fois pour toutes le problème par une opération de nettoyage général par l'armée », selon les mots du Premier ministre Celâl Bayar devant le Parlement le 29 juin. Le 10 août, une grande opération de ratissage coûte la vie à plusieurs milliers d'hommes, de femmes et d'enfants, sans épargner les membres des tribus qui ont collaboré avec le gouvernement turc (fin en septembre 1938)[36].

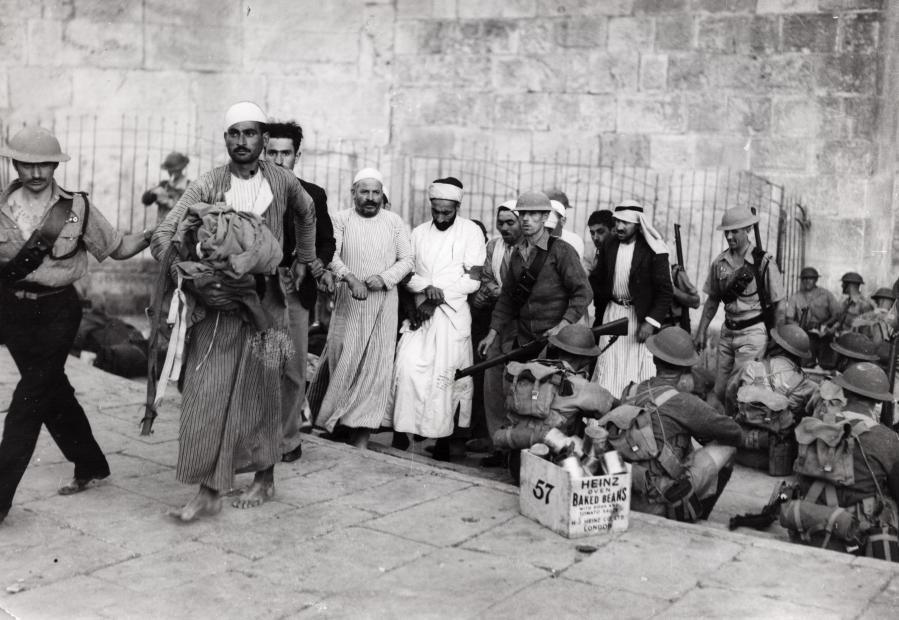
Des soldats britanniques arrêtent des insurgés arabes à Jérusalem.

- Été : la révolte arabe en Palestine atteint son apogée. En août, les rebelles (1 000 combattant dans les villes, 3 000 dans les campagnes et une réserve de 6 000 paysans) contrôlent les principales routes et de nombreuses villes. Ils détruisent toutes les gares de chemin de fer entre Jérusalem et Lydda et la plupart entre Lydda et la frontière égyptienne. Ils attaquent les commissariats, les bureaux de poste, les agences bancaires et les mairies[37]. À la fin de l'année, l'insurrection commence à s'essouffler. L'ordre n'est rétabli qu'à l'été 1939[38].
- 4 juillet : traité d'amitié franco-turc. Les troupes turques occupent le sandjak d'Alexandrette le 5 juillet[39].
- 6 juillet : un attentat de l'Irgoun fait 21 morts et 52 blessés sur un marché arabe à Haïfa[40].
- 15 juillet : un attentat de l'Irgoun tue 10 Arabes et en blesse une trentaine à Jérusalem[40].
- 25 juillet : un attentat de l'Irgoun tue 39 Arabes et en blesse 70 sur un marché arabe à Haïfa[40].
- 26 août : un attentat de l'Irgoun tue 24 Arabes et en blesse 39 sur un marché arabe à Jaffa[40].
- 2 septembre : ouverture du Parlement à majorité turque du sandjak d'Alexandrette. Il proclame l'indépendance de la république du Hatay[41].
- 2 octobre : massacre de 19 Juifs, dont 11 enfants, à Tibériade par des extrémistes arabes[42].
- 22 octobre : Gabriel Puaux est nommé haut-commissaire français en Syrie. Il arrive à Beyrouth le 7 janvier 1939 « avec pour mission d'aménager le mandat en Syrie et au Liban pour la période de guerre »[43].
- 10 novembre : mort de Mustafa Kemal Atatürk. İsmet İnönü lui succède le lendemain comme président de la république de Turquie[44]. Mustafa Kemal laisse derrière lui un nouvel État turc, républicain et laïc, ce qui constitue une véritable révolution pour un pays musulman. Mais les réformes kémalistes, une fois la démocratie revenue, seront peu à peu vidées de leur substance par les élites politiques sous l'influence religieuse de la population turque qui n'a jamais vraiment acceptée la laïcisation forcée des kémalistes.
- 14 décembre :
  - le ministre français des Affaires étrangères Georges Bonnet annonce l'ajournement de la ratification du traité franco-syrien[39].
  - le ministre britannique des Colonies, Malcolm MacDonald, rejette l'offre des Juifs palestiniens d'adopter immédiatement dix mille enfants allemands à la suite de la Nuit de Cristal. Un mémorandum daté du 2 décembre et soumis au comité d'Évian par l'Agence juive pour la Palestine, qui propose d'accueillir cent mille Juifs allemands, subit le même sort[45]. Face à ces refus, les sionistes commencent à organiser l'immigration clandestine[46] (Mossad de l'Alya Beth).
- 24 décembre, Irak : l'armée retire sa confiance au gouvernement Jamil al-Midfai et appuie le retour de Nouri Saïd, qui forme un nouveau gouvernement[47].

### Europe
- 1er janvier, Allemagne : Les médecins juifs sont exclus des caisses d'assurances maladie[48].
- 9 janvier : mariage à Athènes du prince Paul de Grèce, héritier du trône avec la princesse Frederika de Hanovre, petite-fille du Kaiser;
- 20 janvier : dissolutions par la Gestapo des organisations des Jeunesses catholiques de Bavière[49].
- 25 janvier, Allemagne : décret relatif à la Schutzhaft permettant à la Gestapo d'envoyer dans des camps toute personne dont les tendances " menacent le peuple et l'État "[50].
- 26 janvier, Allemagne : la Gestapo est chargée par Himmler d'interner les « réfractaires au travail » dans le cadre de l'action Arbeitsscheu Reich[51].
- 4 février : à la suite de la « crise Blomberg-Fritsch », Adolf Hitler remanie le haut-commandement militaire et prend le commandement de la Reichswehr[52]. Création de l'OKW.

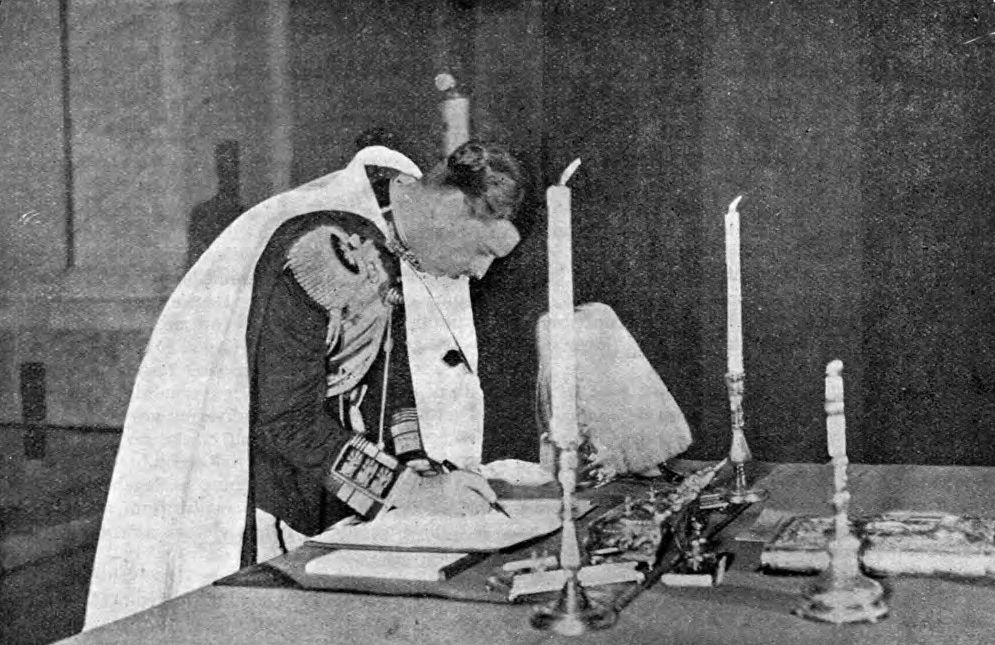
27 février : le roi Carol II signe la nouvelle Constitution roumaine.

- 10-11 février : prétextant des troubles, le roi Carol II abolit le régime parlementaire et établit une dictature royale en Roumanie. Le patriarche Miron Cristea forme un gouvernement d'union nationale (fin en 1939). Le 11 février, le décret-loi no 856 étend l'état de siège à tout le territoire du Royaume. La Constitution est suspendue et les partis politiques sont interdits[53].
- 12 février : Hitler lance un ultimatum au chancelier autrichien Kurt von Schuschnigg pour que les nationaux-socialistes retrouvent leur liberté et pour que leur chef soit nommé ministre de l'Intérieur. Les deux gouvernements devront se consulter sur toute question de politique étrangère[54].
- 15 février : après avoir demandé en vain le soutien de l'Italie, de la France et du Royaume-Uni, l'Autriche accepte les conditions allemandes. Seyss-Inquart devient ministre de l'Intérieur et de la Sécurité[55].
- 20 février, Allemagne : discours d'Hitler au Reichstag. Il menace implicitement la Tchécoslovaquie si les Sudètes ne sont pas rattachées au Reich[56].
- 20 février, Suisse : le romanche est reconnu comme la quatrième langue nationale, en plus de l'allemand, du français et de l'italien.
- 25 février : Lord Halifax remplace Anthony Eden au Foreign Office[57].
- 27 février : le roi Charles II de Roumanie octroie une nouvelle Constitution qui renforce les prérogatives royales et remplace les Partis par un « Front de renaissance nationale »[53].
- 2 - 13 mars : troisième grand « procès de Moscou »[58]. Nikolaï Boukharine, Alexeï Rykov et Christian Rakovsky sont parmi les accusés. Le 13 mars, dix-huit accusés sont condamnés à mort et exécutés sur le champ.
- 4 mars : le Président du Conseil tchécoslovaque Hodža proclame que les frontières de la Tchécoslovaquie sont intangibles[59].
- 9 mars : Kurt von Schuschnigg appelle les Autrichiens à voter le 13 mars lors d'un référendum pour l'indépendance du pays[54].
- 11 mars : devant la pression Allemande, le chancelier autrichien Von Schuschnigg démissionne, Arthur Seyss-Inquart lui succède ; les troupes allemandes envahissent l'Autriche le lendemain[54].

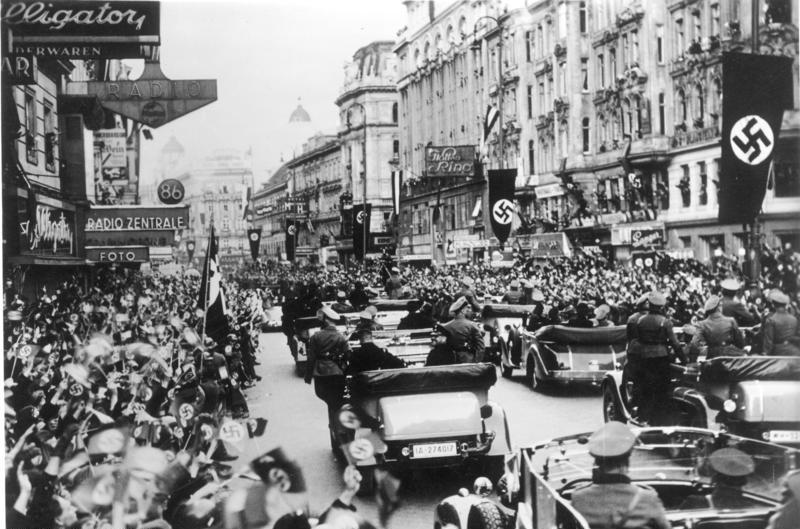
15 mars : entrée triomphale du chancelier Hitler à Vienne après l'Anschluss.

- 12 mars : Anschluss. Hitler proclame l'annexion de l'Autriche à l'Allemagne[54]. L'Autriche est réduite à la condition de simple « marche » du Reich, l'Ostmark, administrée par un statthalter, gouverneur dépendant de Berlin - Les réactions de la France et du Royaume-Uni se limitent à une protestation verbale.
- 14 et 24 mars : déclaration du Premier ministre Neville Chamberlain aux Communes sur la question tchécoslovaque. Le Royaume-Uni assure la France de son soutien en cas d'attaque allemande mais refuse de soutenir la Tchécoslovaquie au risque d'engager une guerre en Europe[60].
- 1er avril :
  - une émission de Radio Vatican en langue allemande écrite par le jésuite allemand Gustav Gundlach désapprouve la prise de position des évêques autrichiens en faveur de l'Anschluss[61].
  - mise sur le marché du café instantané « Nescafé » mis au point en 1937 par les chercheurs de l'entreprise Nestlé, en Suisse[62].
- 10 avril : un plébiscite légalise le rattachement de l'Autriche au Reich nazi avec 99,08 % des voix des Allemands et 99,75 % de celles des Autrichiens[63]. Les opposants et les Juifs sont immédiatement traqués et internés.
- 14 avril : début des négociations entre les Soviétiques et la Finlande visant à créer une zone tampon pour protéger Leningrad d'une éventuelle attaque de l'Allemagne nazie[64].
- 16 avril : devant les protestations contre l'Anschluss émanant même des dirigeants fascistes, Mussolini tente de se rapprocher des démocraties et signe avec le Royaume-Uni les « Accords de Pâques »[3].
- 21 avril :
  - « Plan vert », mis au point par Wilhelm Keitel et Hitler qui prévoit l'attaque de la Tchécoslovaquie[63].
  - sortie du premier numéro du Journal de Spirou imprimé sur les rotatives des éditions Dupuis à Marcinelle dans la banlieue de Charleroi[65]. En langue wallonne, un "spirou" est un garçon espiègle ou un écureuil.
- 1er mai : le parti allemand des Sudètes provoque des émeutes en Tchécoslovaquie[66].
- 3-9 mai : visite de Hitler en Italie. Il propose à Mussolini une alliance militaire[67].
- 7 mai : les ambassadeurs de France et du Royaume-Uni interviennent auprès du gouvernement tchèque à Prague pour trouver une solution à la crise des Sudètes[68].
- 11 mai : loi ordonnant la construction du canal Rhin-Main-Danube[69].
- 12 mai : à Genève, Maxim Litvinov déclare à Georges Bonnet que l'Union soviétique est prête à secourir la Tchécoslovaquie si la Pologne ou la Roumanie lui ouvrent leurs frontières[70].
- 14 mai :
  - la Suisse obtient de la SdN le statut de pays neutre[71].
  - gouvernement Béla Imrédy en Hongrie (fin le 16 février 1939). Il tente sans succès de se dégager de l'étreinte du Reich[72].
- 21 mai : mobilisation partielle tchécoslovaque[73].
- 26 mai : le chancelier Adolf Hitler la pose la première pierre de l'usine Volkswagen de Wolfsbourg, charger de produire la nouvelle voiture du peuple, qui aura un succès mondial, la « Coccinelle »[74].
- 28 mai : Hitler ordonne aux officiers supérieurs et hauts fonctionnaires de préparer l'attaque de la Tchécoslovaquie[73]. Il ordonne d'intensifier les travaux de construction du Westwall, la ligne Siegfried le long de la frontière occidentale de l'Allemagne[75].
- 29 mai : vote de la première loi anti-juive en Hongrie (numerus clausus). Après l'Anschluss, la Hongrie se rapproche de l'Allemagne dans l'espoir de la révision du traité de Trianon grâce à son appui. Le gouvernement Kálmán Darányi prépare la première loi antijuive, mise en vigueur sous le gouvernement de Béla Imrédy[76].
- 1er juin : action Arbeitsscheu Reich en Allemagne[51]. Reinhard Heydrich ordonne à la « Kripo » de rafler les « asociaux » aptes au travail : mendiants, Tziganes, vagabonds, proxénètes, prostitués.
- 7 juin : Konrad Henlein présente les demandes du parti allemand des Sudètes, le programme en « huit points » de Carlsbad, exigeant une plus grande autonomie pour la minorité allemande au sein de la Tchécoslovaquie[77].
- 16 juillet :
  - échec de la conférence internationale d'Evian sur les réfugiés. Les États refusent de faciliter l'immigration des Juifs d'Allemagne[78].
  - dans un mémorandum, le général Ludwig Beck, chef de l'état-major adjoints de l'armée allemande, demande au commandant en chef de l'armée de terre Walther von Brauchitsch de tenter de dissuader Hitler d'attaquer la Tchécoslovaquie[79].
- 18 juillet : « message personnel » d'Hitler à Chamberlain. L'Allemagne avertit la Grande-Bretagne qu'elle est décidée à en finir avec la question des Sudètes[80].
- 22 juillet, Allemagne : création d'une carte d'identité spéciale pour les juifs (Kennkarte (de))[81].
- 24 juillet : déclaration de Copenhague (neutralité de la Belgique, du Luxembourg, des Pays-Bas, du Danemark, de la Norvège, de la Suède et de la Finlande)[82].
- 31 juillet : pacte de Salonique. La Bulgarie signe un pacte de non-agression avec la Grèce et les autres puissances du pacte balkanique de 1934[83].
- 3 août : Lord Runciman, un envoyé spécial du Royaume-Uni, arrive à Prague en qualité de médiateur[73].
- 23 août : lors d'une entrevue avec Hitler à Kiel, le régent hongrois Miklós Horthy refuse de se joindre à une attaque contre la Tchécoslovaquie[84].
- 24 août : le gouvernement tchécoslovaque propose un « troisième plan », qui annonce son intention de mettre sur pied un projet d'État fédéral. Le parti allemand des Sudètes et le médiateur britannique Lord Runciman rejettent ces propositions et le 7 septembre, Prague remet à ses partenaires allemands un « quatrième plan », qui accepte 7 des 8 points du programme de Carlsbad[77],[85].
- 5 septembre : création d'un Conseil supérieur pour la démographie et la race en Italie[86].
- 6 septembre : devant un groupe de pèlerins belges, le pape Pie XI déclare : « Nous sommes tous spirituellement des sémites »
- 12 septembre : lors d'un discours aux assises de Nuremberg, Adolf Hitler dit être prêt à annexer les Sudètes[87], ce qui déclenche insurrection en Tchécoslovaquie[70]. Début de la crise des Sudètes.
- 13 septembre : l'état de siège est proclamé dans les Sudètes[70]. Le médiateur britannique se prononce en faveur du rattachement des Sudètes au Reich.

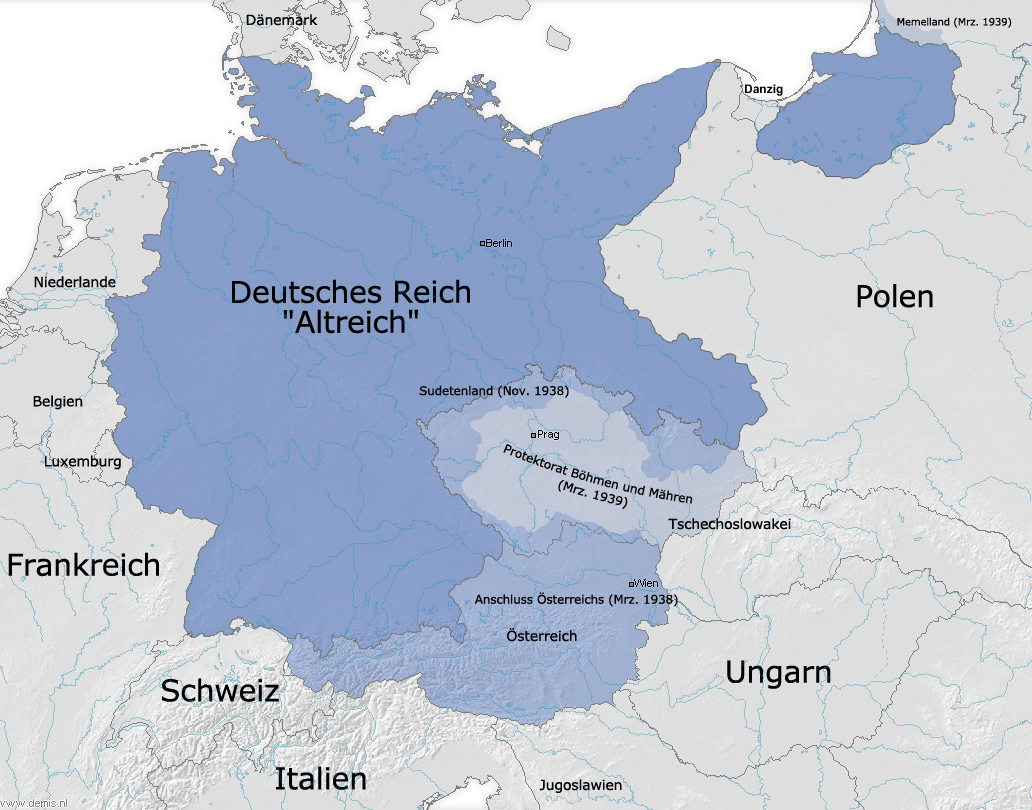
Le Troisième Reich après l'Anschluss et l'annexion des Sudètes.

- 15 septembre : rencontre Adolf Hitler-Neville Chamberlain à Berchtesgaden[70].
- 16 septembre : le gouvernement tchécoslovaque dissout le parti allemand des Sudètes[88] et lance un mandat d'arrêt contre le leader pro-nazi Konrad Henlein.
- 20 septembre : le gouvernement tchécoslovaque rejette un plan franco-britannique publié le 19 appelant au transfert immédiat à l'Allemagne des régions des Sudètes peuplées à plus de 50 % de germanophones et proposant un statut de neutralité à la Tchécoslovaquie, abrogeant les traités avec la France et l'Union soviétique ; il doit l'accepter sous la pression de la France et du Royaume-Uni le lendemain[77].
- 22 - 23 septembre : rencontres Hitler-Chamberlain à Bad Godesberg. Hitler réclame l'annexion des Sudètes pour le 1er octobre[77].
- 22 septembre : démission du Premier ministre tchécoslovaque Milan Hodža. Jan Syrový forme un gouvernement intérimaire (fin le 30 novembre)[89].
- 23 septembre : mobilisation générale en Tchécoslovaquie[66].
- 27 septembre :
  - Hitler envoie un ultimatum à Prague, réclamant l'annexion des provinces où l'on parle allemand[66]. Il affirme qu'une fois résolue la question des Sudètes, la Tchécoslovaquie ne l'intéressera plus.
  - lancement à Glasgow du paquebot Queen Elisabeth[90].

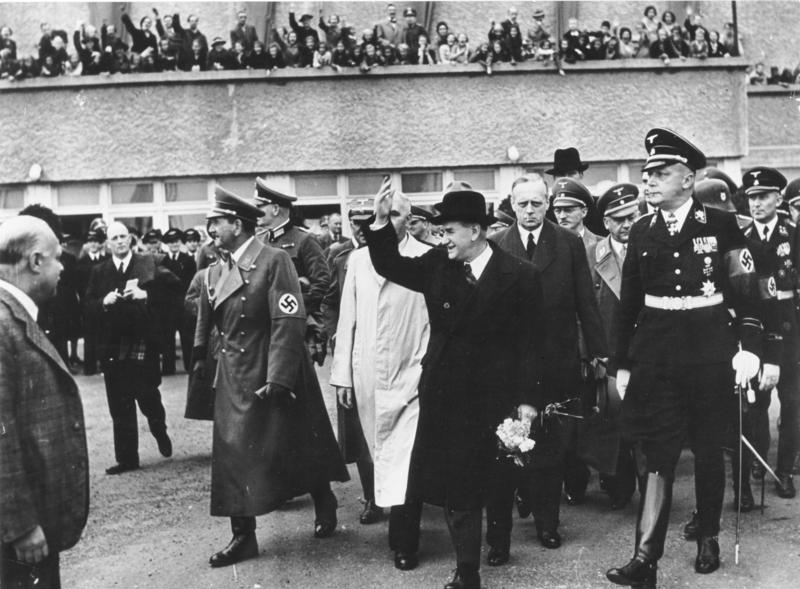
30 septembre : départ du Premier ministre français Édouard Daladier après la signature des accords de Munich.

- 28-30 septembre : conférence de Munich (accords de Munich) réunissant l'Allemagne, l'Italie, la France, et le Royaume-Uni à la demande de Chamberlain - L'ultimatum du 27 septembre est accepté, officialisant l'abandon des Sudètes (Tchécoslovaquie) à Hitler - La France trahit la Tchécoslovaquie avec laquelle elle avait passé des accords pour garantir ses frontières. Mussolini donne son appui à Hitler, mais espère pouvoir préserver quelque temps l'équilibre européen. Le Premier ministre tchécoslovaque Jan Syrový, qui n'avait même pas été convié, est placé devant le fait accompli[66].
- 30 septembre : création du Haut commissariat aux Réfugiés (HCR) par la Société des Nations[91].
- 1er-2 octobre : la Pologne prend Teschen[92].
- 3 octobre :
  - Hitler s'empare des provinces Sudètes[93], et les opposants politiques sont traqués. La Tchécoslovaquie perd un territoire de 30 000 km2, peuplé de 3 millions d'habitants et ses fortifications, ses défenses naturelles ainsi que d'importantes ressources économiques.
  - Churchill prononce un violent réquisitoire contre les accords de Munich devant la Chambre des communes[92].
- 5 octobre : démission du président de Tchécoslovaquie Edvard Beneš qui part en exil pour Londres le 22 octobre[89].
- 6 octobre : manifeste de Žilina. Les partis slovaques réclament l'autonomie pour la Slovaquie. Jozef Tiso devient le lendemain président du gouvernement autonome slovaque[89].
- 11 octobre : gouvernement autonome de Ruthénie d'André Brody (uk)[89].
- 14 octobre, Allemagne : Hermann Göring annonce l'aryanisation des biens juifs et l'internement de ceux-ci en camp de travail[94].
- 26 octobre : la Ruthénie obtient son autonomie[89].

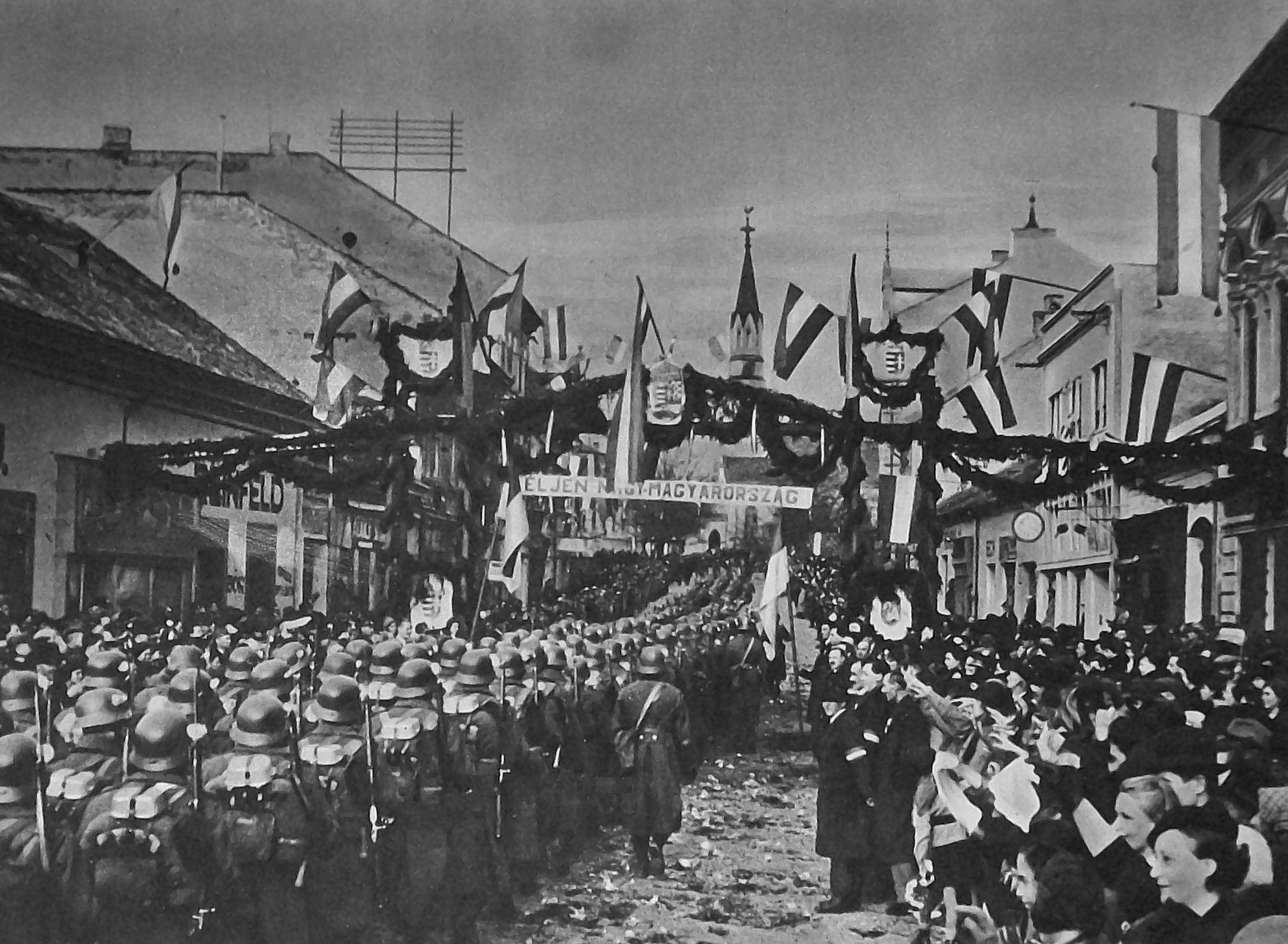
Entrée des troupes hongroises à Lučenec le 10 novembre, à la suite du premier arbitrage de Vienne.

- 2 novembre : par « l'arbitrage de Vienne », la Hongrie récupère des territoires slovaques[92]. En un mois, la Tchécoslovaquie a perdu 4,8 millions d'habitants, dont un quart sont tchèques et slovaques, un tiers de ses territoires et un quart de son potentiel industriel.
- 6-11 novembre : élections législatives polonaises boycottées par l'opposition et remportées par le Front d'Unité Nationale (OZN)[95].
- 7 novembre : assassinat du conseiller d'ambassade allemand en France von Rath par un Juif polonais. Goebbels prend ce prétexte pour déclencher la nuit de Cristal[94].

- 9 novembre : Nuit de Cristal. 101 synagogues ont été incendiées, 76 ont été démolies et 7500 commerces juifs sont détruits en Allemagne[94].
- 12 novembre : les Juifs allemands sont contraints de payer un milliard de Reichmarks à titre de dédommagement pour l'assassinat de von Rath, à supporter la réparation des dégâts. Par le « décret sur l'élimination des Juifs de la vie économique », ils sont exclus de toute activité commerciale, des professions libérales, des directions administratives et industrielles et sont expropriés[96].
- 16 novembre : le Royaume-Uni reconnaît officiellement l'Empire italien ; l'accord de Pâques entre en vigueur après le retrait d'Espagne des volontaires italiens[97].
- 21 novembre : discours prophétique de Winston Churchill au parlement britannique : « Vous aviez le choix entre la guerre et le déshonneur. Vous avez choisi le déshonneur, et vous aurez la guerre. Ce moment restera à jamais gravé dans vos cœurs ».
- 24 novembre, Union soviétique : Lavrenti Beria prend la tête du NKVD[98].
- 26 novembre : création par Franz Basch du Volksbund der Deutschen in Ungarn (Alliance populaire des Allemands en Hongrie), ligue nazie attirant la minorité allemande[99].
- 29-30 novembre, Roumanie : le chef de la Garde de fer, Corneliu Zelea Codreanu, emprisonné depuis mai, est exécuté dans la nuit avec treize de ses codétenus[100]. Le parti continu son action terroriste.
- 30 novembre : Emil Hácha est élu président de Tchécoslovaquie. Il nomme le lendemain un nouveau gouvernement de droite formé par Rudolf Beran[89]. Cela marque la fin de la Première République tchécoslovaque et le début de la Deuxième République tchécoslovaque.
- 1er décembre : gouvernement de Rudolf Beran en Tchécoslovaquie[89].
- 3 décembre, Allemagne : Himmler prend de nouvelles mesures contre les Juifs qui n'ont plus accès aux lieux publics en dehors de certaines heures[96].
- 8 décembre : décret de Heinrich Himmler sur la répression du « fléau tzigane »[101].
- 13 décembre : construction du camp de concentration de Neuengamme près de Hambourg par un kommando venu de Sachsenhausen[102].
- 15 décembre : institution d'un parti unique en Roumanie par le roi Carol II, le Front de la Renaissance Nationale[100].
- 17 décembre : Otto Hahn découvre à Berlin la fission nucléaire d'uranium ; il s'agit là de l'acte de naissance de l'énergie nucléaire[103].

#### Espagne
- 8 janvier : prise de Teruel par les républicains[104].
- 30 janvier : Franco forme son premier gouvernement[104].
- 22 février :
  - reprise de Teruel par les franquistes[104].
  - interdiction du Carnaval[105].
- 5 - 6 mars : victoire républicaine à bataille navale du cap de Palos[106].
- 7 mars : offensive nationaliste en Aragon en direction de la Méditerranée[107] (fin le 19 avril).
- 9 mars : Fuero del Trabajo qui institue l'organisation corporatiste de la société[108].
- 15 mars, France : réunion du Comité permanent de la défense nationale à Matignon. Léon Blum rouvre les frontières au transit d'armes vers la zone républicaine[107].
- 16 mars - 17 mars : victoire nationaliste à la bataille de Caspe, en Aragon[109].

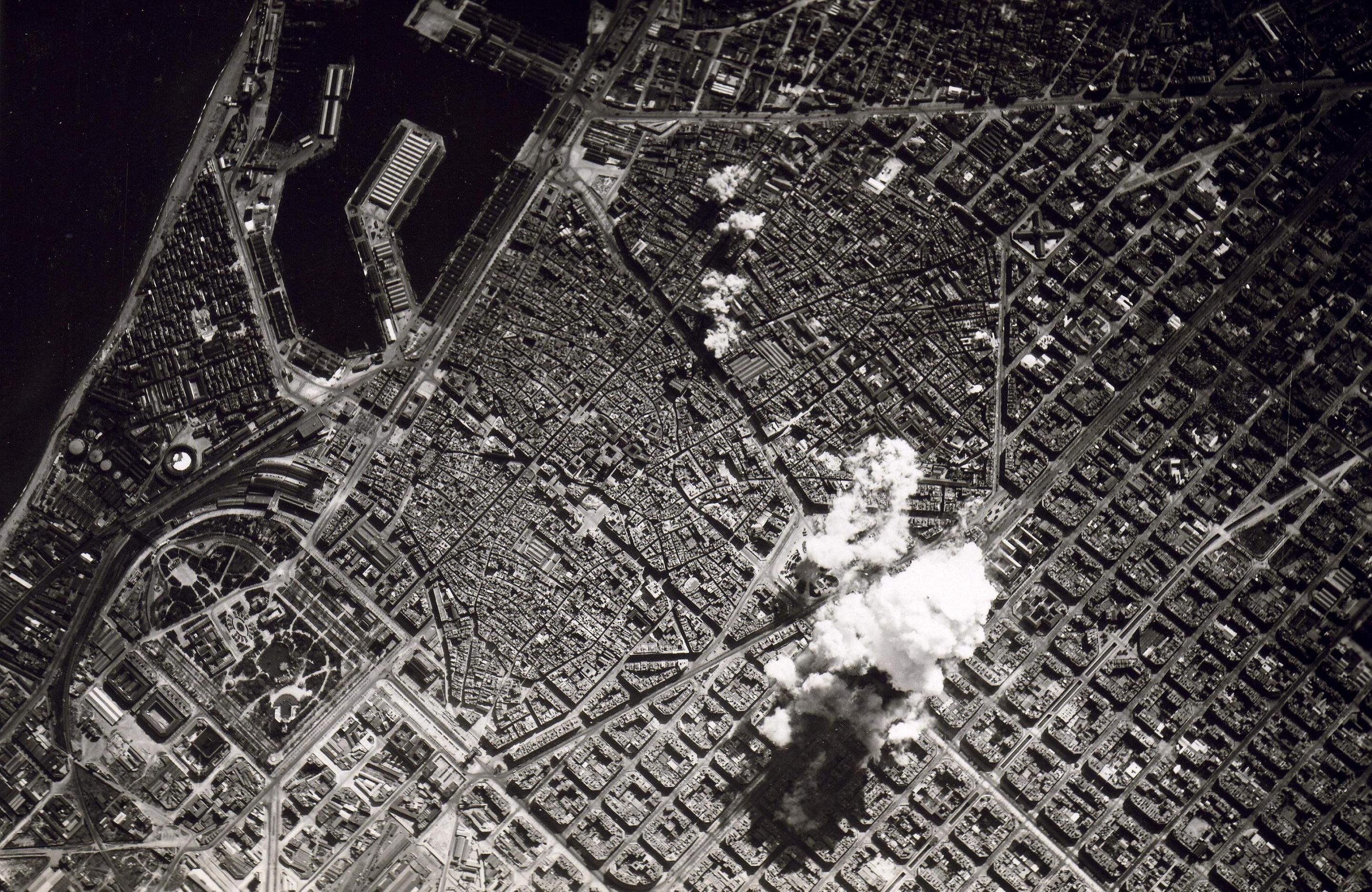
16 mars - 18 mars : bombardements de Barcelone.

- 16 mars - 18 mars : les Italiens bombardent Barcelone, fief des républicains espagnols[108].
- 21 mars : suppression du mariage civil[105].
- 3 avril : déroute des républicains devant Gandesa[109]. Les Nationalistes prennent Lérida (Lleida), puis sont arrêtés sur les bords du Sègre[110].
- 5 avril :
  - le ministre socialiste Indalecio Prieto quitte le ministère de la défense sans avoir pu endiguer l'influence communiste et soviétique dans l'armée[104]. Deuxième gouvernement Juan Negrín[111].
  - loi du gouvernement franquiste qui abolit l'autonomie de la Catalogne et proscrit l'usage du catalan comme seconde langue officielle[112].
- 14 avril : début de la bataille de la Poche de Bielsa[113].
- 15 avril : les forces franquistes atteignent la Méditerranée à Vinaròs et coupent l'Espagne républicaine en deux[109].
- 19 avril : les franquistes prennent Tortosa[108].
- 23 avril - 25 juillet : offensive du Levant ; les nationalistes tentent de prendre Valence, mais sont repoussés par les républicains avec de lourdes pertes[114].
- 30 avril : programme en 13 points du gouvernement républicain de Juan Negrín[105].
- 11 mai : le Portugal reconnaît le gouvernement nationaliste[104].
- 16 mai : Gaetano Cicognani est nommé nonce apostolique auprès du gouvernement nationaliste de Salamanque[115].
- 25 mai : à Alicante le bombardement du Marché Central par l'aviation italienne cause la mort de 313 personnes[114].

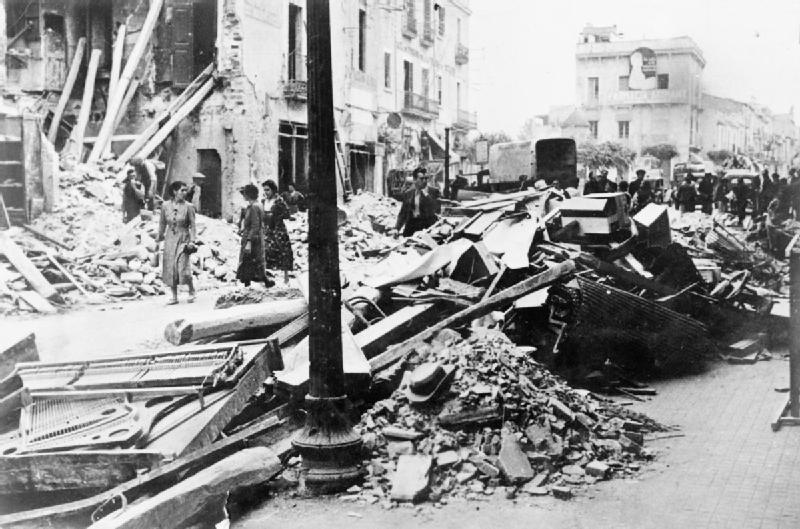
31 mai : bombardement de Granollers.

- 13 juin : le gouvernement Daladier ferme à nouveau les frontières de la France avec l'Espagne républicaine[116].
- 15 juin : les nationalistes continuent leur poussée dans l'Aragon et entrent à Castellón de la Plana[104].
- 23 juillet et 13 août : dernières livraisons de blindés et d'avions russe entre Mourmansk et Bassens, près de Bordeaux, par la compagnie France-Navigation[117]. Après les accords de Munich, l'aide militaire soviétique aux républicains est suspendue[118].
- 25 juillet : dernière grande offensive républicaine avec la bataille de l'Èbre qui se termine le 15 novembre par une défaite et 70 000 victimes dans le camp rébublicain, 40 000 chez les nationalistes[104].
- 16 août : nouvelle crise politique républicaine. Troisième gouvernement Juan Negrín[111].
- 21 septembre : annonce de Negrín à la Société des Nations du retrait des Brigades internationales[104].
- 29 octobre : parade d'adieux des volontaires étrangers des Brigades internationales à Barcelone[109].
- 30 octobre : contre-offensive franquiste sur l'Ebre[109]. Les républicains sont repoussés sur l'autre rive du fleuve le 16 novembre[119].
- 23 décembre : début de l'offensive franquiste en Catalogne sur le Sègre, qui est franchi le 3 janvier 1939[113].